# Procrita pectinata
Procrita pectinata är en tvåvingeart som beskrevs av Friedrich Georg Hendel 1908. Procrita pectinata ingår i släktet Procrita och familjen lövflugor. Inga underarter finns listade i Catalogue of Life.